# Nikita Jrushchov (periodista)
Nikita Serguéyevich Jrushchov (en ruso: Ники́та Серге́евич Хрущёв, transliterado estrictamente como Nikita Sergéjevič Khruščov, 3 de octubre de 1959 – 23 de febrero de 2007) fue un periodista ruso que era homónimo de su abuelo, quien fuese líder de la desaparecida Unión Soviética entre 1953 y 1964 (al haber ocupado el cargo formal de Secretario General del PCUS).

## Primeros años
Tan sólo cinco años después de haber nacido en la capital ucraniana de Kiev, su privilegiada posición como hijo del hasta entonces más destacado miembro de la nomenklatura soviética fue drásticamente disminuida, cuando su abuelo fue derrocado internamente por Leonid Brézhnev, el 14 de octubre de 1964 (y muriese en 1971, en medio de un forzoso olvido oficial, como un simple jubilado).

## Trabajo
Durante la década de 1980 el entonces joven Jrushchov comenzó a trabajar como periodista, tarea que seguiría desarrollando durante los decenios de 1990 y de 2000.

## Súbitos problemas personales
Después de que su padre -el ingeniero Serguéi Jrushchov- se hubiese naturalizado ciudadano estadounidense el 12 de julio de 1999, se quejó por haber sido “marcado” y porque su carrera profesional resultase afectada y hasta dañada debido a la supuesta “traición” de su progenitor hacia su país de origen. En esos momentos mencionó que “Mi experiencia durante los últimos días ha mostrado que hay [todavía] gente en Rusia para quienes la Guerra Fría aún continúa”.

## Muerte
Falleció en febrero de 2007 como consecuencia de un derrame cerebral, cuando sólo tenía 47 años de edad. Era soltero y no tenía hijos.

## Nota y referencia
1. ↑  FindArticles)